# Marguerite Higgins
Marguerite Higgins (verheiratete Marguerite Higgins Hall; * 3. September 1920 in Hongkong; † 3. Januar 1966 in Washington, D.C.) war eine US-amerikanische Journalistin und Kriegsberichterstatterin. Sie wurde bekannt im Zusammenhang mit der Befreiung des Konzentrationslagers Dachau am 29. April 1945. Für ihre spätere Berichterstattung im Koreakrieg erhielt sie den Pulitzer-Preis.
Marguerite Higgins ging in Frankreich zur Schule, studierte in Kalifornien und an der Columbia-Universität New York. Sie arbeitete dort bei der New York Herald Tribune, ab 1944 in London im
dortigen Büro der Tribune. 1945 war sie als Kriegsberichterstatterin in Deutschland, und interviewte Hermann Göring, Julius Streicher, Emmy Göring und andere Personen. Für die New York Herald Tribune berichtete sie auch über den Nürnberger Prozess gegen die Hauptkriegsverbrecher.

## Rolle bei der Befreiung des Lagers Dachau

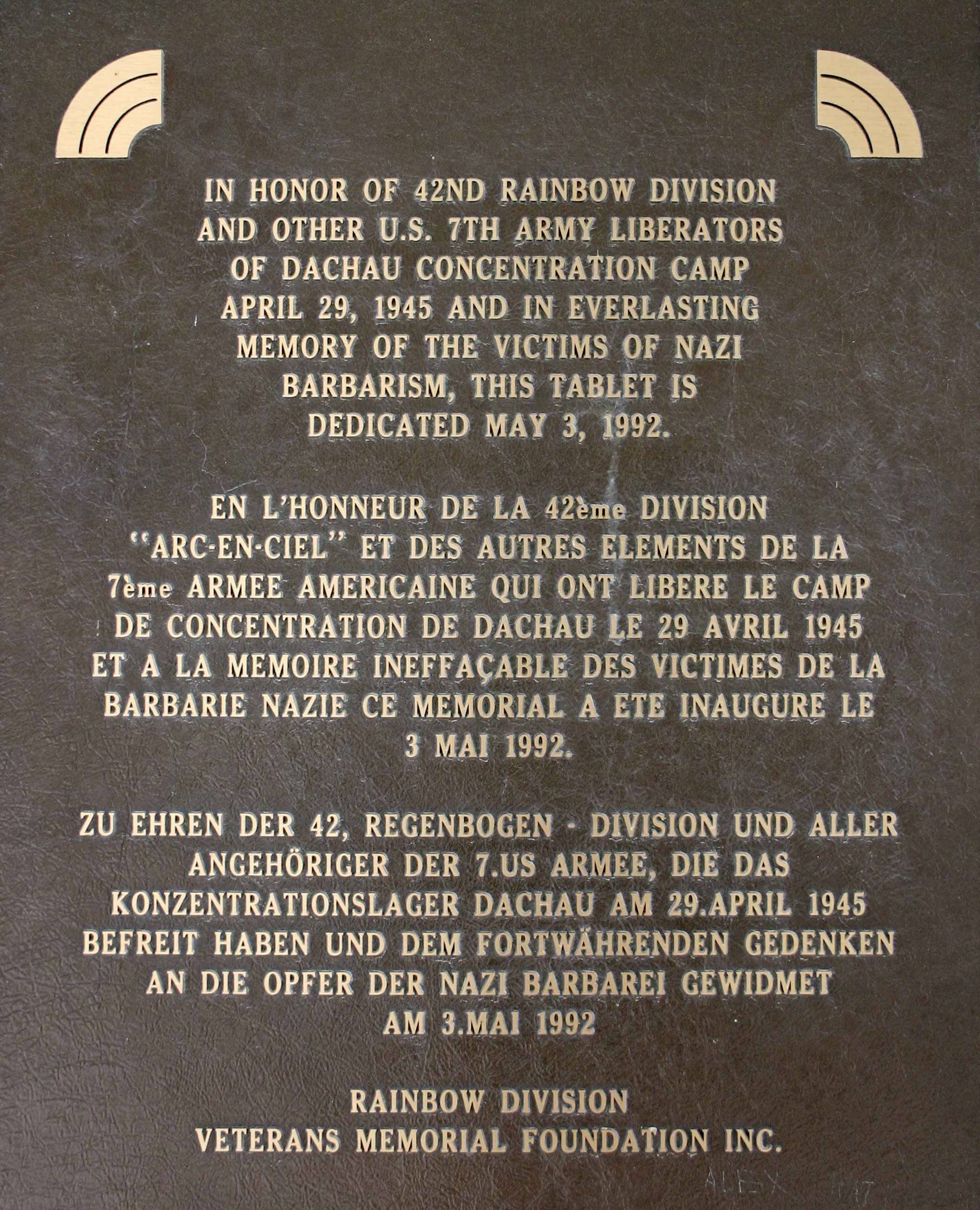
Dachau-Ehrentafel für Angehörige der 7. US-Armee und die 42. Division Regenbogen

Am 29. April 1945 wurde das KZ Dachau durch ein Bataillon der 7. US-Armee befreit.
Lt. Colonel F.L. Sparks traf mit seiner US-Truppe mittags im Lager ein. Den Befehl zur Einnahme des Lagers hatte auch US-Brigadegeneral H. Linden mit seiner Mannschaft erhalten. Beide Truppen stritten sich später um die Frage des Erstbefreiers. Ihre Angaben differieren stark voneinander und sind manchmal auch gegensätzlich.
Die Truppe von Linden war vormittags in der Stadt Dachau. Sie kam gegen 15 Uhr im Lager, im SS-Bereich auf Höhe des Eisenbahnzugs mit toten Häftlingen aus Buchenwald an, dessen Entdeckung US-Soldaten später als traumatisches Erlebnis schilderten. Bei ihnen war Marguerite Higgins. Auch Peter Furst, Korrespondent der Zeitschrift Stars and Stripes, und der belgische Journalist Paul Levy begleiteten die Truppe.
In dem Buch Das war Dachau, erschienen auf Initiative des ehemaligen Häftlingskomitees, berichtet der Augenzeuge Stanislav Zámečník, wie der Lagereingang zunächst unter amerikanischem Beschuss stand. Anschließend betrat der erste US-Soldat vorsichtig das Häftlingsgelände durch das Eingangsgebäude Jourhaus. Die weiße Fahne war gehisst. Eine Reihe jubelnder Häftlinge stürzte auf ihn zu, sie hoben ihn hoch und warfen ihn in die Luft. Die SS schoss vom Wachturm B auf die Häftlinge, ein polnischer Häftling starb dadurch. Die Menge der Häftlinge lief auseinander, sie begaben sich teilweise zurück in die Wohnblocks. US-Truppen entwaffneten die SS-Männer auf den acht Wachtürmen. Sie führten die SS-Wachen nicht ab, sondern stellten sie an die Lagermauer. Häftlinge betraten die Wachtürme und bewaffneten sich dort, andere halfen den US-Soldaten in anderen Türmen bei der Entwaffnung der SS-Wachen.
Am Appellplatz hatte sich erneut eine jubelnde Menge gebildet, um vier Amerikaner: Marguerite Higgins, Peter Furst, W.J.Cowling (Adjutant von Linden), und eine vierte Person. Es war nun etwa 17:15 Uhr.
In vielen Erinnerungen war später zu lesen, der erste amerikanische Soldat, der das Lager betrat, wäre eine Frau gewesen. Die Gruppe selbst hatte den Vorfall mit dem ersten Soldaten offenbar nicht miterlebt und ging ebenso davon aus. In späteren Angaben von Higgins und Cowling wurde jedoch der erschossene polnische Häftling am Eingangstor erwähnt. Ihre eigenen Angaben und der Augenzeugenbericht von Zámečník stehen im Widerspruch zu der Legende, Higgins sei die erste Person gewesen, die das Lager betrat.
Für ihre Kriegsberichterstattung aus dem Koreakrieg erhielt sie 1951 als erste Frau den Pulitzer-Preis für Auslandsberichterstattung. 1966 starb sie an den Folgen einer Leishmaniose.